# Varan antracitový
Varan antracitový (Varanus beccarii), případně též varan černý, je endemický druh ještěra, který se vyskytuje pouze v rámci souostroví Aru v Indonésii. Patří mezi tzv. stromové varany, podle čehož má také uzpůsobený tvar těla a končetin.
Je příbuzný varanu smaragdovému, a někdy je i brán jako jeho poddruh.
Žije v tropických lesích, kde se pohybuje převážně po stromech, umí ale také běhat a plavat.
Vyniká dlouhým ocasem, dosahujícím délky až 95 cm. Dlouhé zuby mu slouží k dobrému uchopení čelisti. Klade 2–6 vajec. Jejich inkubační doba se pohybuje mezi 172 a 240 dny.

## Chov v zoo
Varan antracitový patří k vzácně chovaným druhům. V celé Evropě je chován v pouhých 10 zoo. Z toho tři zoo se nacházejí v Česku. Jedná se o Zoo Liberec, Zoo Plzeň – AkvaTera a Zoo Praha.

### Chov v Zoo Praha
V Zoo Praha je tento druh chován od roku 2007.  Tehdy přišel pár ze Zoo Plzeň. První odchov se podařil v roce 2015. Ke konci roku 2017 byl chován samec a dvě samice.